# 佩列茨湖
56°58′23″N 30°04′12″E / 56.97306°N 30.07000°E
佩列茨湖（俄语：Пылец），是俄羅斯的湖泊，位於該國西北部，由普斯科夫州負責管轄，處於別扎尼齊區，面積3.6平方公里，集水區面積82.6平方公里，平均水深0.7米，最大水深2.1米。